# Кузма (Вочин)
Кузма (хорв. Kuzma) — населений пункт у Хорватії, у Вировитицько-Подравській жупанії у складі громади Вочин.

## Населення
Населення за даними перепису 2011 року становило 0 осіб.
Динаміка чисельності населення поселення:

## Клімат
Середня річна температура становить 10,63 °C, середня максимальна – 24,05 °C, а середня мінімальна – -5,02 °C. Середня річна кількість опадів – 842 мм.
| Клімат поселення                              | Клімат поселення | Клімат поселення | Клімат поселення | Клімат поселення | Клімат поселення | Клімат поселення | Клімат поселення | Клімат поселення | Клімат поселення | Клімат поселення | Клімат поселення | Клімат поселення | Клімат поселення |
| Показник                                      | Січ.             | Лют.             | Бер.             | Квіт.            | Трав.            | Черв.            | Лип.             | Серп.            | Вер.             | Жовт.            | Лист.            | Груд.            |                  |
| Середній максимум, °C                         | 6,49             | 7,92             | 12,28            | 15,93            | 20,94            | 24,05            | 23,36            | 22,84            | 19,00            | 14,42            | 8,95             | 4,76             |                  |
| Середня температура, °C                       | 0,74             | 2,15             | 6,52             | 10,18            | 15,18            | 18,29            | 20,23            | 19,71            | 15,86            | 11,29            | 5,81             | 1,62             |                  |
| Середній мінімум, °C                          | −5,02            | −3,58            | 0,76             | 4,43             | 9,42             | 12,54            | 17,09            | 16,57            | 12,73            | 8,16             | 2,68             | −1,5             |                  |
| Норма опадів, мм                              | 51               | 46               | 54               | 68               | 80               | 98               | 79               | 84               | 69               | 71               | 80               | 62               |                  |
| Середньомісячна швидкість вітру, м/с          | 2.21             | 2.47             | 2.76             | 2.65             | 2.40             | 2.19             | 2.12             | 1.96             | 2.02             | 2.09             | 2.22             | 2.27             |                  |
| Середньомісячна сонячна радіація, кДж/м²·день | 4261             | 6997             | 10843            | 15182            | 19288            | 21448            | 22160            | 19741            | 14686            | 9163             | 4816             | 3581             |                  |
| --------------------------------------------- | ---------------- | ---------------- | ---------------- | ---------------- | ---------------- | ---------------- | ---------------- | ---------------- | ---------------- | ---------------- | ---------------- | ---------------- | ---------------- |
| Джерело:                                      |                  |                  |                  |                  |                  |                  |                  |                  |                  |                  |                  |                  |                  |